# Yang Lei
Yang Lei (en chino tradicional, 陽蕾; en chino simplificado, 阳蕾; pinyin, Yáng Lěi; 12 de octubre de 1984, Chongqing), también conocida como Shinee Lee, es una cantante de pop y actriz china que alcanzó la fama instantánea cuando ganó el concurso de canto a nivel nacional en el eventp de Super Girl en 2006.

## Biografía
Nacida de una familia de clase media, Lei no se animó a seguir una carrera de entretenimiento. Antes de 2006, fue profesora de música en la escuela primaria Heping.

## Carrera musical
Su primer sencillo fue "Aprendizaje" (chino: 学会), registrados durante el tiempo cuando estaba en el evento de Super Girl. Su segundo sencillo fue "Danza 1234" (en chino: 1234 舞). Su tercer sencillo fue "Love me, no ser un problema" (en chino: 爱 我 不 罗嗦), que fue un éxito en la televisión, denominada "Era Cool" (chino: 那 小子 真帅). Su cuarto sencillo fue "El amor y la valentía" (chino: 爱, 勇气).
Su álbum debut, titulado "El Panda viene" (en chino: 熊猫 来 了), fue lanzado el 5 de mayo de 2009. Durante su carrera vendió entre 10.000 y más de 4.000 ejemplares de copias en el primer mes.

## Discografía

### Álbumes
| Información                                                                          | Lista                                                                                 |
| ------------------------------------------------------------------------------------ | ------------------------------------------------------------------------------------- |
| El Panda viene (熊猫来了) - Lanzamiento: 5 de mayo de 2009 - Primer álbum de estudio | 1. 熊猫来了 [The Panda is coming] 2. 运动宝贝 [Sports Baby] 3. 戒不掉 [Can't give up] |

### Sencillos
- 2006 "Learn" (en chino, 学会)
- 2007 "1234 Dance" (en chino, 1234舞)
- 2007 "Love me, don't be troublesome" (en chino, 爱我不罗嗦)
- 2008 "Love and Bravery" (en chino, 爱，勇气)

### TV plays
- 2007 "He Was Cool" (en chino, 那小子真帅)
- 2008 "Diary of the boys" (en chino, 男生日记)

## Filmografía

### Series de televisión
| Año  | Título          | Personaje | Notas |
| ---- | --------------- | --------- | ----- |
| 2018 | Cinderella Chef | Jiu Ye    | [ 1 ] |